# Faber Grand Prix 1996
Il Faber Grand Prix 1996 è stato un torneo di tennis giocato sul sintetico indoor. È stata la 4ª edizione del torneo, che fa parte della categoria Tier II nell'ambito del WTA Tour 1996. Si è giocato a Essen in Germania dal 19 al 25 febbraio 1996.

## Campionesse

### Singolare
Iva Majoli ha battuto in finale  Jana Novotná con il punteggio di 7–5, 1–6, 7–6

### Doppio
Meredith McGrath /  Larisa Neiland hanno battuto in finale  Lori McNeil /  Helena Suková con il punteggio di 3–6, 6–3, 6–2